# Cnesia pusilla
Cnesia pusilla är en tvåvingeart som beskrevs av Peter Wolfgang Wygodzinsky och Coscaron 1973. Cnesia pusilla ingår i släktet Cnesia och familjen knott. Inga underarter finns listade i Catalogue of Life.